# Infinity (album de Yann Tiersen)
Pour les articles homonymes, voir Infinity.
Albums de Yann Tiersen
Skyline (album)
(octobre 2011) Eusa
(octobre 2016)
Infinity est le nom du huitième album studio de Yann Tiersen, sorti le 19 mai 2014. Le 5 février 2014, pour annoncer cet album, Yann Tiersen dévoile sur sa page Facebook une vidéo teaser. Pour promouvoir sa sortie, Yann Tiersen joue son nouvel album en live à Londres, quelques jours avant la mise en vente de l'album.
Yann Tiersen s'est immergé dans différents univers linguistiques et sonores pour composer la trame d'un album chanté en français, anglais, breton, islandais et féroïen. En effet, pour interpréter les dix titres qui composent Infinity, le musicien a fait appel aux talents vocaux d'Aidan Moffatt (Arab Strap) et d'Olvaur Jakupsson, membre de son groupe originaire des Îles Féroé. Par ailleurs, le quatuor à cordes islandais Amiina est également de la partie après avoir collaboré à plusieurs projets du compositeur brestois.

## Listes des titres
1. Slippery Stones
2. A Midsummer Evening (sortie du single le 24 mars 2014)
3. Ar Maen Bihan
4. Lights
5. Grønjørð
6. Steinn
7. In Our Minds
8. The Crossing
9. Meteorite